# Bordj Emir Khaled
Bordj Emir Khaled là một đô thị thuộc tỉnh Aïn Defla, Algérie. Dân số thời điểm năm 2002 là 7.201 người.